# Journal of Political Economy

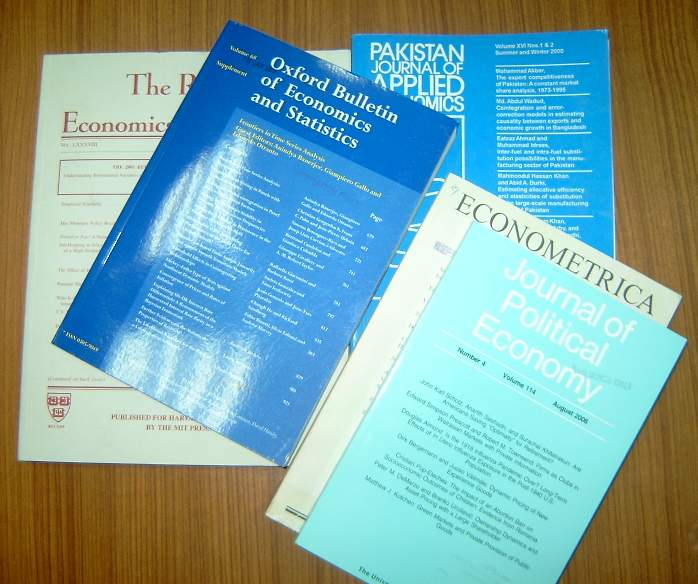
Revues académiques. Le Journal of Political Economy est à droite en bleu clair.

Journal of Political Economy est une revue en sciences économiques publiée par des économistes de l'université de Chicago. Elle  paraît tous les deux mois et publie des articles de recherche fondamentale ainsi que des études de cas. Elle est publiée de façon ininterrompue depuis 1892. Le Journal of Political Economy est - ensemble avec l’American Economic Review, Econometrica, le Review of Economic Studies et le Quarterly Journal of Economics- une des revues d'économie les plus importantes et prestigieuses du monde ("Top 5"), dans laquelle de nombreux lauréats du Prix Nobel de l'économie ont déjà publié.

## Bibliométrie
Le Journal of Political Economy est l'une des publications les plus réputées dans le champ de la science économique. Le Journal of Political Economy est la 4e revue académique d'économie à l'indice h le plus élevé (sur près de 2700 revues référencées). Le Journal of Political Economy obtient également la 6e place (sur presque 2900) du classement agrégé des revues de RePEc. Plus de 400 articles publiés par le Journal of Political Economy ont été écrits par des Prix Nobel d'économie.

## Articles majeurs
- "Rules versus Authorities in Monetary Policy" (1936), par Henry C. Simons
- "Social Choice, Democracy, and Free Markets" (1954), par James M. Buchanan
- "The Economic Theory of a Common-Property Resource: The Fishery" (1954), par H. Scott Gordon
- "A Pure Theory of Local Expenditures" (1956), par Charles Tiebout
- "Money wage dynamics and labor market equilibrium" (1968), par Edmund Phelps
- "The Pricing of Options and Corporate Liabilities" (1973), par Fischer Black et Myron Scholes.
- "Are Government Bonds Net Wealth?" (1974), par Robert Barro
- "Rules Rather Than Discretion: The Inconsistency of Optimal Plans" (1977), par Finn E. Kydland et Edward C. Prescott
- "A Positive Theory of Monetary Policy in a Nature Rate Model" (1983), par Robert Barro et David B. Gordon
- "Technology Adoption in the Presence of Network Externalities" (1986), par Michael L. Katz et Carl Shapiro
- "International Real Business Cycles" (1992), par David K. Backus, Patrick J. Kehoe, et Finn E. Kydland
- "Law and Finance" (1998), par Rafael La Porta, Florencio Lopez-de-Silanes, Andrei Shleifer, et Robert W. Vishny
- "Nominal Rigidities and the Dynamic Effects of a Shock to Monetary Policy" (2005), par Lawrence J. Christiano, Martin Eichenbaum, et Charles L. Evans